# Paranarthrura zevinae
Paranarthrura zevinae är en kräftdjursart som beskrevs av Kudinova-pasternak 1970. Paranarthrura zevinae ingår i släktet Paranarthrura och familjen Agathotanaidae. Inga underarter finns listade i Catalogue of Life.